# DN64A
De DN64A (Drum Național 64A of Nationale weg 64A) is een weg in Roemenië. Hij loopt van Râmnicu Vâlcea naar Băile Olănești. De weg is 19 kilometer lang.